# Maria de Lorena (1674–1724)
Maria de Lorena (Marie de Lorraine, "Mademoiselle d'Armagnac"; 12 d'agost de 1674 – 30 d'octubre de 1724) va ser una aristòcrata de la Casa de Lorena per naixement, i princesa de Mònaco pel seu matrimoni amb Antoni I de Mònaco a Versalles el 13 de juny de 1688.
Va tenir successió, sent pares de Lluís Hipòlit Grimaldi, príncep de Mònaco, del qual descendeixen els moderns prínceps de Mònaco.
Era filla de Lluís de Lorena, comte d'Armanyac i Catherine de Neufville.